# Eurema sarilata
Eurema sarilata is een vlindersoort uit de familie van de Pieridae (witjes), onderfamilie Coliadinae.
Eurema sarilata werd in 1891 beschreven door G. Semper.